# Steppen-Feldwespe

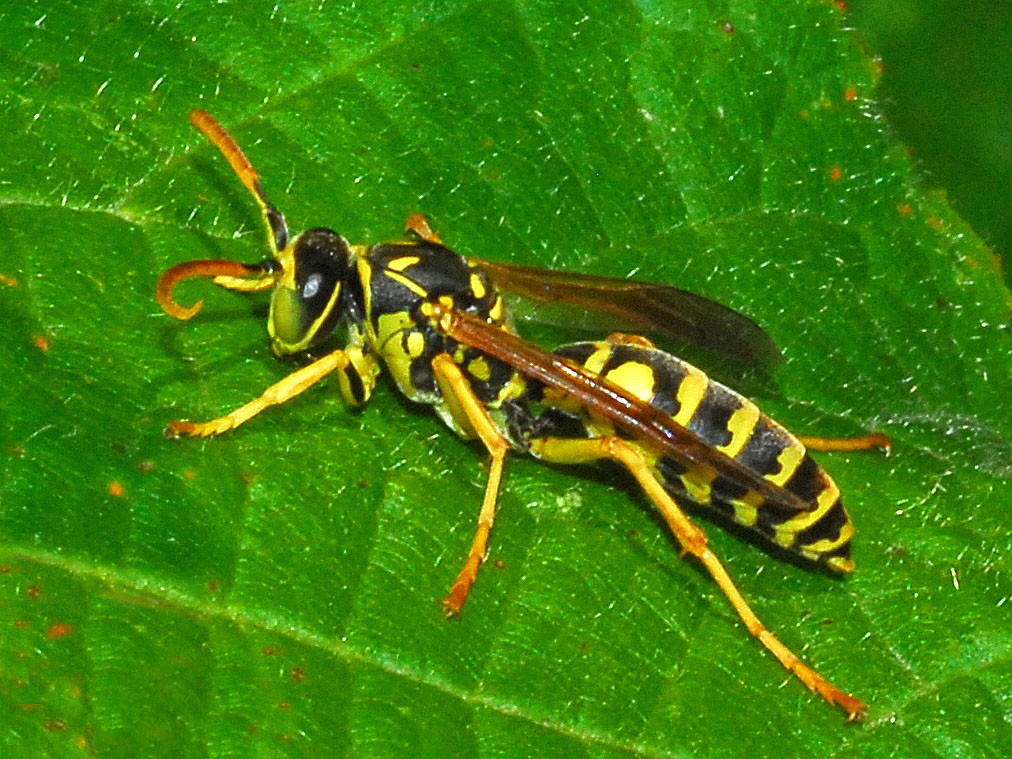
Präparat eines Männchens

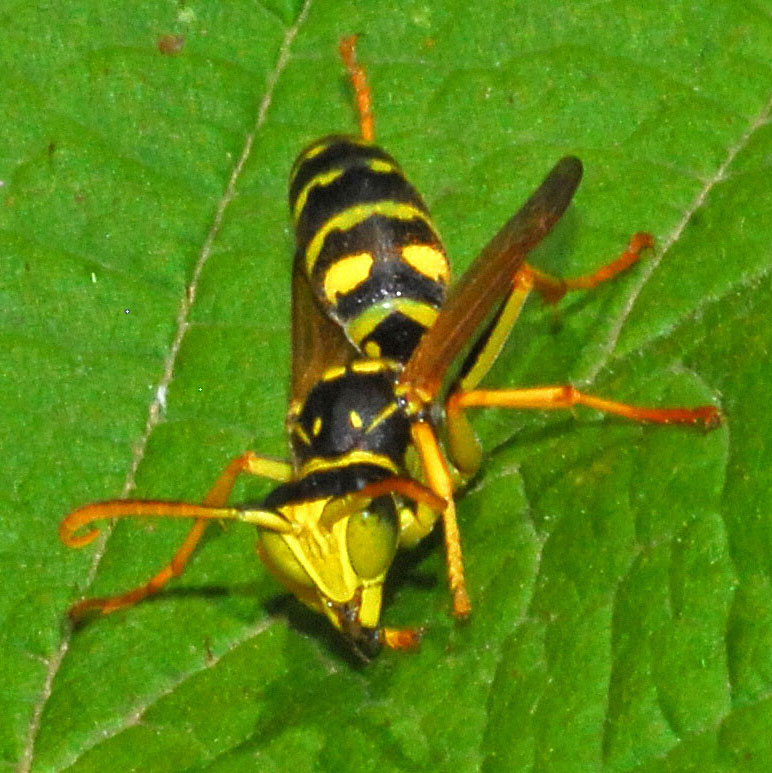
Polistes associus. Männchen, Vorderansicht

Die Steppen-Feldwespe (Polistes associus) ist eine Art der Feldwespen (Polistes) aus der Familie der Faltenwespen (Vespidae).

## Verbreitung
Polistes associus ist in Mittel- und Südeuropa (Albanien, Österreich, Bulgarien, Kroatien, Europäische Türkei, Frankreich, Griechenland, Italien, Polen, Rumänien, Ukraine, Jugoslawien) sowie im Naher Osten und im Orientalischen Raum verbreitet.

## Beschreibung
Polistes associus erreicht eine Körperlänge von etwa 15–16 Millimetern bei Weibchen und etwa 11–14 Millimetern bei Arbeiterinnen.
Diese Wespen zeichnen sich durch sehr helle Augen aus, die Ocelli sind in einem gleichseitigen Dreieck angeordnet, mit vollständig schwarzen Mandibeln und gelben seitlichen Teilen (Genae) des Kopfes. Die dorsale Oberfläche der Fühler ist bei beiden Geschlechtern schwarz, mit einer breiten und tiefen Längsfurche. Der Kopfschild ist einheitlich gelb, deutlich eingesenkt, mit einem ausgeprägten Längskamm und einem schwarzen Streifen.
Das sechste Sternit ist schwarz. Der ventrale Teil des letzten Abdominalsegments ist rötlich-braun mit einem helleren apikalen Fleck.
Die Männchen sind leicht durch die Kombination aus schmalen Schläfen und einem deutlich eingesenkten Clypeus zu unterscheiden. Das letzte Fühlerglied ist sehr lang, 3 mal so lang wie breit.
Diese Art ist sehr ähnlich zu Polistes nimpha. Aus diesem Grund kann die Bestimmung der Weibchen von P. associus problematisch sein.

## Biologie
Polistes associus parasitiert andere Polistes-Wespenarten, insbesondere Polistes atrimandibularis. Polistes associus wird selbst von Fächerflüglern parasitiert.